# Copernal
Copernal – gmina w Hiszpanii, w prowincji Guadalajara, w Kastylii-La Mancha, o powierzchni 10,1 km². W 2011 roku gmina liczyła 37 mieszkańców.